# موقع نشط

هو جزء صغير من الانزيم، يتشكل من عدد، نوع، ترتيب الأحماض الامنية المحددة وراثيا، حيث يتشكل من موقعين موقع تثبيت(احماض امنية تقوم بتثبيت الركيزة عن طريق تشكيل روابط كميائية غير تكافؤية) ومجموعة من الاحماض الامنية تقوم باجراء التفاعل , وتشكل موقع التفاعل حيث ان الجذور الكيميائية الحرة تتوافق بنيويا من المجاميع الكيميائية للركيزة.

## طريقة الربط
هنالك طريقين للربط :- القفل والربط أو الملائمة الإجبارية.
طريقة القفل والمفتاح تفرض ان الموقع النشط يتلائم تماماً مع الركيزة. لكن مع طريقة الملائمة الإجبارية التي تعتبر طريقة مطورة من طريقة
المفتاح والقفل، يتم تحفيز الانزيم لتحديد مكان الركيزة

## الموقع الفعال(النشط)
يتكون الموقع الفعال من منطقتين :
– منطقة لتثبيت مادة التفاعل : و تتكون من عدد محدد ة من الأحماض الأمينية
– منطقة لتحفيز التفاعل : و تتكون من عدد محدد ة من الأحماض الأمينية

## كيمياء
الركيزة ترتبط مع الموقع النشط عبر روابط هيدروجينية وروابط غير محبة للماء وروابط تساهمية وقتية.
الناتج عادةً ما يكون غير ثابت في الموقع النشط وذالك يعود إلى قوة التي تطرد الانزيم وتعيده إلى الحالة السابقة له.

## وصلات خارجية
- Catalytic Site Atlas (CSA) — hosted by مختبر علم الأحياء الجزيئي الأوروبي-معهد المعلوماتية الحيوية الأوروبي
- شرح المسطلحات والمفاهيم العلمية